# Brachystelma kolarensis
Brachystelma kolarensis är en oleanderväxtart som beskrevs av G.D. Arekal och T.M. Ramakrishna. Brachystelma kolarensis ingår i släktet Brachystelma och familjen oleanderväxter. Inga underarter finns listade i Catalogue of Life.